# Hanazono Room
Hanazono Room（はなぞのルーム）は、東京都新宿区新宿で株式会社ピースタジオが管理・運営する撮影スタジオ。施設内のプールは「例のプール」という俗称で知られる。

## 概要
本項目のうち、特記のない部分は公式サイトの記載に従ったものである。
- 所在地 - 東京都新宿区新宿1-19-10
- 交通 - 東京メトロ丸ノ内線新宿御苑前駅2番出口より徒歩5分

賃貸マンション「サンモールクレスト」の9階、10階部分を使用した高級マンション風スタジオで、総床面積は614m2。9階部分には玄関、プールエリア、リビング、バーカウンター付のラウンジなどがあり、10階部分にはカジノを模したプレイルームやバルコニーなどがある。地下1階にはシアターサンモールがある。
このプール付き物件はかつて俳優の石坂浩二の自宅であったという噂が流れていたが、彼曰く実際には映画監督の市川崑が居住した物件であり、石坂は下の階に住んでいたという。同建物には2000年代前半にみうらじゅんが事務所を置いていた。
2023年7月23日には、本スタジオでは初となる前野健太のライブ「花園ルームで生音」が開催された。

## プール

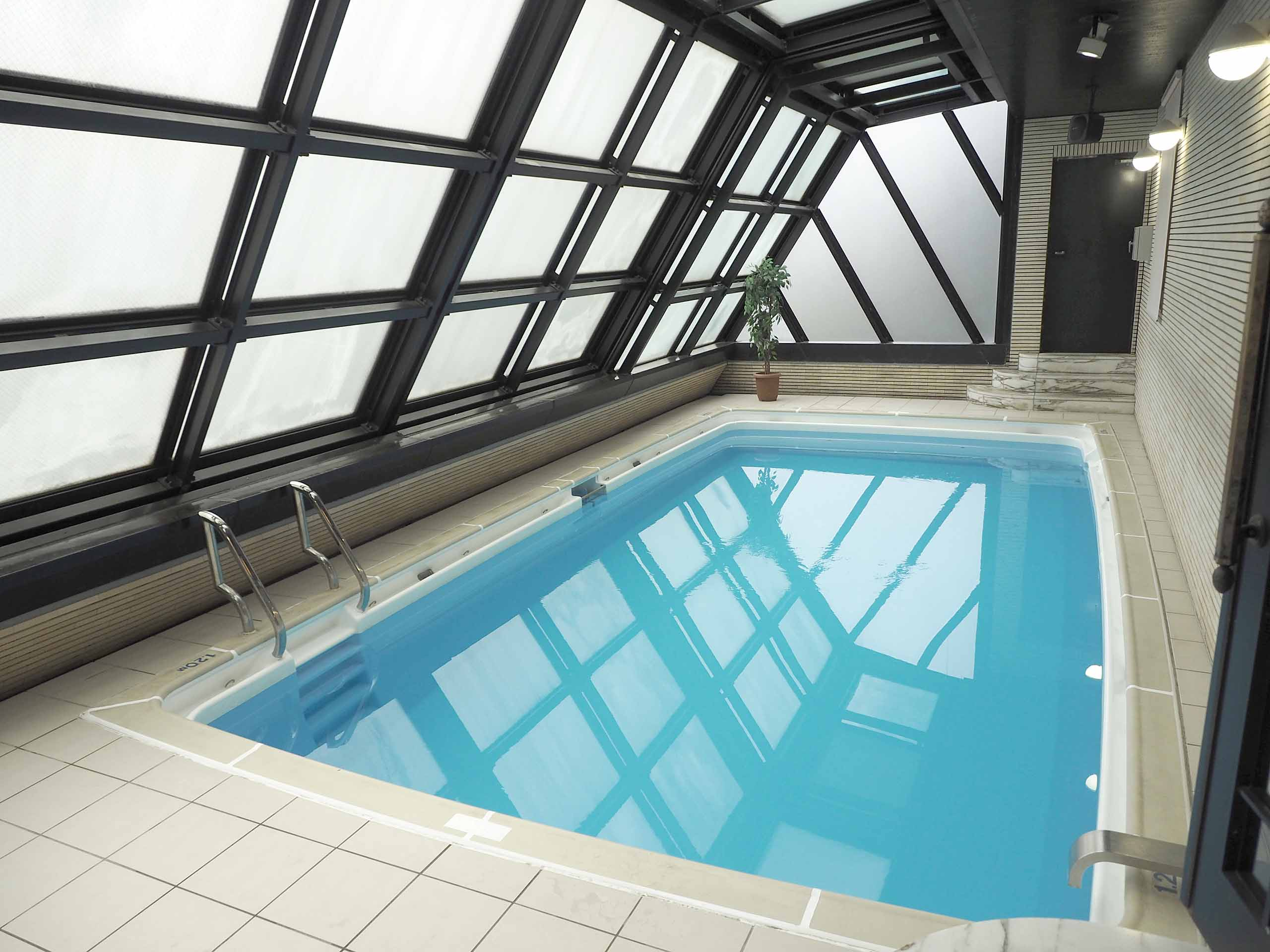
「例のプール」

本スタジオのプールエリアには6.6m×3.2mの温水プール、プールの北側には4m四方のプールサイドがそれぞれ設置されている。プールの東側は開閉式の窓となっている。
東京都区内に立地して撮影に便利であるため、2004年ごろから頻繁に実写アダルトビデオ (AV) の撮影に使われていた。
このプールは開閉式の窓など容易に識別できる外見を持つことから、実写AV愛好者には知られた存在で、早くから「あのプール」「例のプール」などと呼ばれていた。その後、2ちゃんねるやニコニコ動画などネット上でもこのプールが話題となるにつれ、次第に「例のプール」という呼称が定着した。Hanazono Roomの公式サイトでも「例のプール」の呼称が使用されている。
2000年代後半以降はミュージシャンやアイドルのPV、平成仮面ライダーシリーズ（『仮面ライダーW』、『仮面ライダーフォーゼ』）のほか、カプセルトイ「水際のジャミラ」のPVの撮影にも使われた。
2019年1月19日には、NHK総合テレビの生活情報番組『ガッテン！』に使われたとしてTwitterで「例のプール」がトレンド入りするなど大きな話題になったが、その真偽を問われたピースタジオは「お客様情報なので開示できない」と返答している。
2020年8月には図形商標「登録6280795」として登録された（権利者は当該スタジオとコラボ商品を発売したデイトナ・インターナショナル）。
2020年9月20日には、日本テレビのバラエティ特番『うわっ！ダマされた大賞2020秋』のロケでタレントの池田美優が訪れており、同年10月4日に自身のラジオ番組『#みちょパラ』で明かしたところによれば、実写AVの撮影は水の交換が大変という理由により、ロケ当日時点ですでにできなくなっていたという。なお、さいたま市にはプール以外のスポーツシチュエーションでの実写AVも撮影できるうえ、セットも本プールより充実している「2号」と称されるスタジオがあるため、本プールは「元祖」とも称されている。
2022年1月7日には、NEKCOM EntertainmentのPC (Steam)/PlayStation 4/PlayStation 5向けコンピュータRPG『昭和米国物語』 (Showa American Story) にこのプールをロケーションしたとうかがえる背景が登場することが報じられている。